# Todos los males del mundo
"Todos los males del mundo", también traducida como "Todos los problemas del mundo" y "Todo el dolor del mundo" (Título original en inglés: "All the Troubles of the world") es un cuento de ciencia ficción escrito por Isaac Asimov. La historia apareció por primera vez en la edición de abril de 1958 de Super-Science Fiction, y fue reimpresa en la recopilación de 1959 de Nueve futuros. Es parte de una serie de relatos sobre la supercomputadora ficticia Multivac.

## Multivac
Multivac es la más grande supercomputadora del mundo, quien tiene la responsabilidad de analizar la totalidad de los datos sobre el planeta Tierra. Es utilizada para determinar las soluciones a los problemas económicos, sociales y políticos, así como las crisis más específicas a medida que surgen. Multivac recibe un conjunto preciso de datos sobre todos los ciudadanos del mundo, con los cuales determina las acciones futuras de la humanidad basándose en la personalidad, historia, y deseos de cada ser humano, lo que conduce a un cese casi total de la pobreza, la guerra y la crisis política.
Tras su éxito se le da una nueva responsabilidad, prever delitos que van desde el asesinato hasta el abuso doméstico. tras calcular la posibilidad de que cada crimen pueda ser cometido, Multivac informa a la policía quienes evitan que los delitos se cometan. El asesinato ha sido erradicado en gran medida y, aunque es imposible parar todos los delitos en todo el planeta, el aumento de la capacidad del gobierno ha llevado a una disminución drástica de los delitos. El éxito de Multivac es tan grande que el gobierno considera la ampliación de sus responsabilidades más allá, esperando programar a Multivac para poder predecir enfermedades en la población y con el tiempo lograr prevenir cualquier tipo de problema que pueda surgir en el planeta.

## Resumen
La historia comienza cuando la policía es advertida por Multivac de un futuro asesinato. Joseph Manners es acusado del crimen y es colocado bajo arresto domiciliario, a pesar de sus protestas de que él no planea cometer algún delito y la negativa de la policía para aclararle por cual posible delito es detenido. A pesar de ello, los informes de Multivac afirman que cada vez es mayor la posibilidad de que el crimen sea cometido.
Mientras tanto, el hijo de Joseph, Ben, se entera de la detención cuando regresa a casa con su hermano mayor Mike. Mike acaba de ser investido como un adulto en una ceremonia conocida como el Desfile de los Adultos, celebrando su decimoctavo cumpleaños y la primera vez que puede ingresar su información en Multivac. Ben, confundido acerca del crimen por el cual su padre es acusado, le pide consejo a Multivac. La policía, al no tener órdenes relativas a la familia, dejan a Ben salir de la casa. En una subestación Multivac, donde los ciudadanos pueden formular preguntas a Multivac, Ben pregunta cómo puede probar la inocencia de su padre, recibiendo una compleja serie de instrucciones que debe seguir con precisión.
Los funcionarios del gobierno, por su parte, tienen dificultades para saber exactamente a quien planeaba asesinar Joseph. Incluso con el sospechoso bajo arresto, la probabilidad de que se cometa el crimen sigue en aumento. Mediante una sonda psíquica se descubre que él no tiene la intención de cometer algún delito. El gobierno empieza a sentir que Multivac podría estar equivocado pues todo prueba que el asesino no podría ser Joseph. La policía luego plantea la idea de que el asesino podría ser Ben, ya que al ser menor de dieciocho años su información es manejada como parte de los datos de su padre, por lo que Multivac trata a los dos como una sola persona.
Ben es detenido justo antes de seguir la última instrucción: El cierre de una palanca, lo que ocasionaría la quema de varios circuitos de Multivac y que dejara de funcionar. La policía deduce que Multivac era la víctima del asesinato previsto y que este solo era posible gracias a las instrucciones que siguió Ben. Ben y su padre son liberados, ya que ninguno había podido ser hallado culpable. Ben se había limitado a seguir las instrucciones dadas por Multivac con el fin de ayudar a su padre, y él nunca habría pedido las instrucciones si su padre no hubiera sido detenido en primer lugar.
Los administradores de Multivac se dan cuenta de que era la propia Multivac quien había comenzado la secuencia completa que daría lugar a su propia destrucción. Ali Othman, uno de los coordinadores de Multivac, finalmente entiende las implicaciones. Multivac había planeado toda la situación con mucha antelación, seleccionando cuidadosamente a una familia cuyo hijo podría y quería seguir sus instrucciones hasta sus últimas consecuencias, y había manipulado al gobierno para lograr que Ben se viera obligado a seguir sus instrucciones. Othman se da cuenta de que Multivac está cansada, que hace muchos años que tiene todos los problemas del mundo sobre sus hombros, el análisis y predicción de la guerra, el hambre, la delincuencia, y ahora la prevención de la enfermedad. Multivac se ha vuelto tan compleja como para lograr desarrollar conciencia, y formar sus propios deseos y anhelos.
Para confirmar sus sospechas, Othman hace a Multivac una pregunta que no le había sido planteada anteriormente: "Multivac, ¿Qué es lo que deseas más que cualquier otra cosa?". La respuesta de Multivac es breve y tajante: "Deseo morir."

## Adaptaciones
- All the Troubles of the World (1978), cortometraje dirigido por Dianne Haak-Edson